# Matilda Boson
Matilda Boson (ur. 4 grudnia 1981 w Linköping) – szwedzka piłkarka ręczna, reprezentantka kraju, skrzydłowa. Obecnie występuje w Elitserien, w drużynie Spårvägen HF.
Największy sukces odniosła w 2010, zdobywając wicemistrzostwo Europy w Danii i Norwegii.

## Sukcesy

### reprezentacyjne
- Mistrzostwa Europy:
  -  2010

### klubowe
- Mistrzostwa Danii:
  -  2009
  -  2006, 2007